# Rhynchomys mingan
Rhynchomys mingan (Rickart, Balete, Timm, Alviola, Esselstyn & Heaney, 2019) è un roditore della famiglia dei Muridi endemico dell'isola di Luzon, nelle Filippine.

## Descrizione

### Dimensioni
Roditore di medie dimensioni: 
- Lunghezza della testa e del corpo tra 175 e 199 mm;
- Lunghezza della coda tra 118 e 134 mm;
- Lunghezza del piede tra 36 e 44 mm;
- Lunghezza delle orecchie tra 21 e 24 mm;
- Peso fino a 176 g.[1]

### Aspetto
Le parti dorsali sono bruno-grigiastre scura, mentre quelle ventrali sono grigie. Le labbra e il naso sono rosati, mentre sono presenti degli anelli chiari intorno agli occhi. Le zampe anteriori sono rosate e delimitate nettamente dal colore grigio scuro del polso. La coda è più corta della testa e del corpo, scura sopra, più chiara sotto e ricoperta di anelli di grosse scaglie, ognua provvista di tre corte setole.

## Biologia

### Comportamento
È una specie terricola e notturna.

### Alimentazione
Si nutre principalmente di vermi.

## Distribuzione e habitat
Questa specie è conosciuta soltanto da alcuni esemplari catturati sul versante sud-occidentale del Monte Mingan, nell'isola filippina di Luzon.
Vive nelle aree forestali mature e foreste muschiose tra 1.476 e 1.785 metri di altitudine.

## Conservazione
Questa specie, essendo stata scoperta solo recentemente, non è stata sottoposta ancora a nessun criterio di conservazione.